# Ариадна Оливер
Ариадна Оливер (англ. Ariadne Oliver) — литературный персонаж, героиня романов английской писательницы Агаты Кристи. Персонаж фигурирует в ряде произведений, заменяя верного спутника Пуаро — капитана Гастингса — и в произведениях про мистера Паркера Пайна.
Миссис Оливер — писательница детективных романов и ярая феминистка. В этом образе Агата Кристи получила возможность посмеяться над собой.
Ариадна — довольно приятная дама средних лет, немного полновата, но весьма привлекательная, хотя и несколько неряшливая. Она обладает неукротимой фантазией и безграничной верой в женскую интуицию. При расследовании преступлений, которые она ведет вместе со знаменитым сыщиком Эркюлем Пуаро, женщина последовательно подозревает всех, кто имеет хоть малейшее отношение к делу. Против каждого миссис Оливер готова выдвинуть обвинение. Фантазия помогает ей придумывать совершенно разные и умопомрачительные причины, по которым тот или иной человек мог совершить это преступление.
Такой подход позволяет ей в итоге заявлять, что она совершенно верно определила виновного, и её интуиция опять оказывается «на высоте».
В противовес медлительному капитану Гастингсу Ариадна непосредственна, активна и жизнерадостна.
Слава как писателя доставляет ей много мучений, а поклонение таланту только утомляет миссис Оливер. Сама она считает себя скорее популярной, чем знаменитой. Созданный ею детективный персонаж — бородатый финн-вегетарианец Свен Гьерсон — уже надоел писательнице, но публика и издатели его любят, а потому она продолжает писать о нём.
Ариадна Оливер имеет ещё несколько отличительных черт. Во-первых, это её волосы — писательницы постоянно экспериментирует с причёсками, не стесняясь использовать накладные локоны. Во-вторых, любовь к яблокам. Она либо приносит с собой яблоки, либо находит их. Ариадна готова есть эти фрукты килограммами, особенно когда пишет новый роман.

## Произведения с участием миссис Оливер
- «Карты на стол» (англ. Cards on the Table), 1936
- «Миссис Макгинти с жизнью рассталась» (англ. Mrs McGinty's Dead), 1952
- «Глупость мертвеца» (англ. Dead Man's Folly), 1956
- «Вилла „Белый Конь“» (англ. The Pale Horse), 1961
- «Третья девушка» (англ. Third Girl), 1966
- «Вечеринка в Хэллоуин» (англ. Hallowe'en Party), 1969
- «Слоны умеют помнить» (англ. Elephants Can Remember), 1972

Также появляется в короткой истории о мистере Паркере Пайне — «Дело недовольного военного».

## Фильмы и телесериалы
В сериале «Пуаро Агаты Кристи» роль Ариадны Оливер исполнила Зои Уонамейкер. Персонаж появлялась на протяжении нескольких сезонов.
- «Карты на стол» (англ. Cards on the Table), 2005
- «Миссис Макгинти с жизнью рассталась» (англ. Mrs McGinty's Dead), 2006
- «Третья девушка» (англ. Third Girl), 2008
- «Вечеринка в Хэллоуин» (англ. Hallowe'en Party), 2010
- «Слоны умеют помнить» (англ. Elephants Can Remember), 2013
- «Глупость мертвеца» (англ. Dead Man's Folly), 2013

В 1980 году был выпущен фильм «Карты на столе», где роль Ариадны исполнила Джулия Маккензи. Также в 1985 году был снят телефильм по мотивам романа Агаты Кристи «Глупость мертвеца». Главную роль исполнил британский актёр Питер Устинов, а роль Ариадны Оливер — Джин Стэплтон.
В фильме «Призраки в Венеции» (реж. Кеннет Брана, 2023) роль Ариадны Оливер исполнила Тина Фей.